# バスク大学
バスク大学（ばすくだいがく、バスク語: Euskal Herriko Unibertsitatea(EHU)、スペイン語: Universidad del País Vasco(UPV)）は、スペイン・バスク州にある大学。バスク州唯一の公立大学である。日本語ではバスク州立大学やバスク自治州立大学とも。
キャンパスはバスク州の3県に分かれており、ビスカヤ県のビスカヤ・キャンパス（レイオア、ビルバオ、ポルトゥガレテ、バラカルド）、ギプスコア県のギプスコア・キャンパス（サン・セバスティアン、エイバル）、アラバ県のアラバ・キャンパス（ビトリア＝ガステイス）がある。バスク地域の最重要研究機関であり、地域内の基礎研究の90%を実施し、地域を構成する最適な産業環境を利用している。

## 歴史

### 前史
何世紀にもわたってバスク地方には多数の学問機関が存在し、その中には1540年に開校したオニャティ大学もあった。オニャティ大学では神学、法学、教会法学、芸術学、医学などが教えられていたが、1901年に閉鎖された。20世紀を迎えると、バスク人のための正式な大学の設立が尽力され、デウスト大学 の卒業生であるバスク自治州政府レンダカリ（政府首班）のホセ・アントニオ・アギーレの熱意によって、スペイン内戦最中の1938年にビルバオに大学が開校した。

### 大学の開校
バスク地方北西部はスペイン内戦でフランシスコ・フランコ将軍の怒りを買い、1939年にフランコの軍隊がビルバオに入ると、創設間もない大学は閉鎖された。1967年まではバスク地方にこの大学以外の大学は存在しなかったが、1968年にビルバオ大学 が開校した。1972年にはレイオアのキャンパスが完成したが、このキャンパスは耕作地に挟まれており、ビルバオ市街地からは遠距離にあった。マドリード・コンプルテンセ大学のソモサグアス・キャンパスと同様に、スペイン独裁当局は反社会的な学生を都市部から隔離したがった。1977年にはアラバ県とギプスコア県にも新たなキャンパスが設置された。

### バスク大学としての開校
1980年、大学は正式にバスク大学（英語: The University of the Basque Country, バスク語 - Euskal Herriko Unibertsitatea (EHU), スペイン語: Universidad del País Vasco(UPV)）という名称で設立された。2005年には78の専攻が存在し、48,000人の学生が1,300以上の講座の中から選択して学んでいる。43%の講座はバスク語で学ぶことができる。バスク大学は卒業生に与えられる学位の数と学位の質それぞれにおいて、スペインでもっとも重要な大学のひとつとして認知されている。2009年、バスク大学の「エウスカンプス」計画がスペインの教育担当大臣から最高品質賞を受賞した。このキャンパス改造計画はTecnalia Research and Innovation CorporationとDonostia International Physics Center Foundationによって設計されている。

## 開設学部

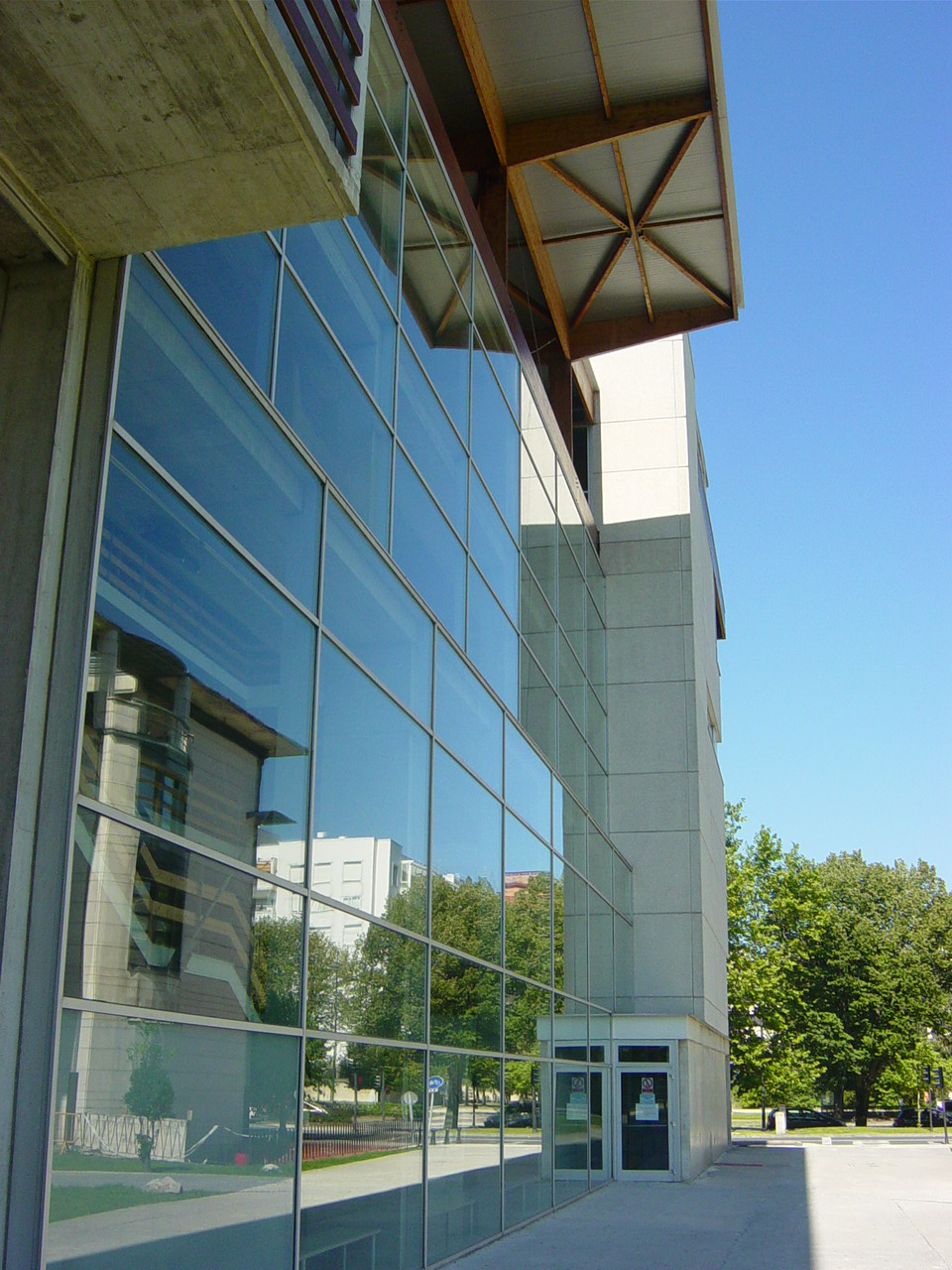
サン・セバスティアン・キャンパスの新棟

- 工学・建築学部 (Engineering and Architecture)

建築学、土木学、電子工学、海洋学など
- 芸術・人文学部 (Arts and Humanities)

芸術学、言語学、歴史学など
- 自然科学部 (Science)

生物学、生化学、生物工学、地理学、数学、化学など
- 社会科学・法学部 (Social sciences and Law)

政治学、経営学、文化人類学、メディア学、法学、教育学、金融学など
- 健康科学部 (Health Sciences)

看護学、薬学、医学、栄養学、歯学、心理学など

## 歴代学長
- グレゴリオ・モンレアル
- エミリオ・バルベラ
- フアン・ホセ・ゴイリエナ・デ・ガンダリアス
- ペジョ・サラブル
- マヌエル・モンテロ
- フアン・イグナシオ・イグレシアス
- イニャキ・ゴイリセライア

## 著名な関係者

### 教員
- ファウスト・デ・エルヤル - 化学者。
- マヌエル・トゥニョン - 歴史学者。
- フェルナンド・サバテール - 哲学者・倫理学者。専門は倫理学。プラネータ賞受賞（2008年）。
- イニャキ・アンティグエダ - 地質学者・政治家。専門は水門地質学。アマユール党首（2011年-在職中）。
- ホセ・アスルメンディ – 作家・哲学者・評論家・詩人。哲学・神学専攻。
- コルド・ゴロスティアガ - 専門は法経済学。欧州議会議員（1999年-2004年）。
- ホン・フアリスティ - 専門はスペイン言語学。
- ラウラ・ミンテギ – 著述家・政治家。専門は政治学。
- ミハイル・マルデル – 哲学研究教授。
- コルド・ミチェレナ - 専門はバスク語。
- チリャルデギ – 専門は言語学。名誉教授。
- ジョランダ・バルシーナ - 政治家。専門は薬学。
- イニャキ・アスクナ - 政治家。専門は医学。

### 卒業生
政治界
- ホセ・マリア・デ・アレイルサ - 政治家。スペイン外務大臣（1975年-1976年）
- ホス・ホン・イマス – 政治家。欧州議会議員。化学博士。
- フアン・ホセ・イバレチェ – バスク民族主義党の政治家。バスク自治州政府レンダカリ（政府首班、1999年-2009年）。経済学専攻。
- マルケル・オラノ - バスク民族主義党の政治家。ギプスコア県知事（2007年-現職）。
- パチ・ロペス – 政治家。バスク自治州レンダカリ（2009年-2012年）。産業工学専攻。
- マリア・エリサ・ディアス・デ・メンディビル – 政治家。社会福祉専攻。
- ホセ・ルイス・ビルバオ – 政治家。ビスカヤ県知事。経済学専攻。
- バカルチョ・テヘリア - 政治家。バスク自治州議会議長（2012年-）。法学専攻。
- ミゲル・アンヘル・ブランコ – 国民党の政治家。29歳でバスク祖国と自由(ETA)の誘拐殺人の犠牲者となった。経済学専攻。

経済界
- ルイス・エチャバリ – 経済協力開発機構原子力機関長官。生産管理工学博士。
- ミジャン・ミジャン – 欧州連合の環境アセッサー。工学博士。

文化界
- ホセ・アスルメンディ – 作家・哲学者・評論家・詩人。哲学・神学専攻。
- ベルナルド・アチャーガ - 作家。経済学専攻。
- キルメン・ウリベ - 作家。言語学専攻。
- ホセ・マリア・サンチェス・カリオン – 言語学者（専門はバスク語）。バスク言語学専攻。
- イツィアル・オカリス – アーティスト。活動分野は写真、映像インスタレーション、パフォーマンスなど。絵画・彫刻専攻。
- ヘスス・マリ・ラスカノ – 画家。芸術学専攻。バスク大学芸術学部教授。
- フリオ・メデム - 映画監督。医学専攻。
- エンリケ・ウルビス - 映画監督。情報科学専攻。
- ナチョ・ビガロンド - 映画監督。
- アントニオ・ディアス＝ミゲル – バスケットボール指導者。27年間にわたってスペイン代表監督を務め（1965年-1992年）、ロサンゼルス五輪で銀メダル。
- アマイア・モンテロ – 歌手。ラ・オレハ・デ・バン・ゴッホの元ボーカル。化学専攻。
- イゴル・ゴンサレス・デ・ガルデアーノ – 自転車競技選手。
- ペドロ・オリージョ – 自転車競技選手。哲学専攻。
- ホルヘ・フェルナンデス・マディナベイティア – テレビ司会者・俳優・男性モデル・バスケットボール選手。ミスター・スペイン（1999年・2000年）。スポーツ学専攻。

## アクセス
ビトリアキャンパスはレンフェ（スペイン国鉄）のビトリア駅のすぐ南にある。レイオア市街地からレイオアキャンパスに至るレイオア・トラムが建設中である。キャンパス内には起点駅を含む2駅が設置される予定であり、レイオア駅でメトロ・ビルバオのL-1に、終着駅のウルビナガ駅でL-2に乗り換え可能となる。ビトリア＝ガステイス・トラムは現行路線をビトリア＝ガステイス南方のビトリアキャンパスまで延伸する計画がある。

## その他
大学の標語は「Eman ta zabal zazu」(Give and distribute the fruit)であり、ゲルニカの木に由来する。ロゴは彫刻家のエドゥアルド・チリーダによる標語の解釈である。
ハンドボール部は強豪である。サッカー部はリーガ・エスパニョーラのテルセーラ・ディビシオンや地域リーグに所属している。ザ・ボート・レース（オックスフォード大学とケンブリッジ大学の対抗戦）に触発され、バスク大学とデウスト大学のボート部は毎年ビルバオ河口で大学対抗戦を開催している。
バスク地方（フランス領バスクを含む）には、バスク大学のほかにモンドラゴン大学、デウスト大学、ウダコ・エウスカル大学、ポー大学、スペイン国立通信教育大学、ナバーラ大学、ナバーラ州立大学が存在する。